# Вивчицк
Вивчицк (укр. Вівчицьк) — село в Голобской поселковой общине Ковельского района Волынской области Украины.
Код КОАТУУ — 0722155302. Население по переписи 2001 года составляет 143 человека. Почтовый индекс — 45070. Телефонный код — 3352. Занимает площадь 0,043 км².